# Capitão (futebol)

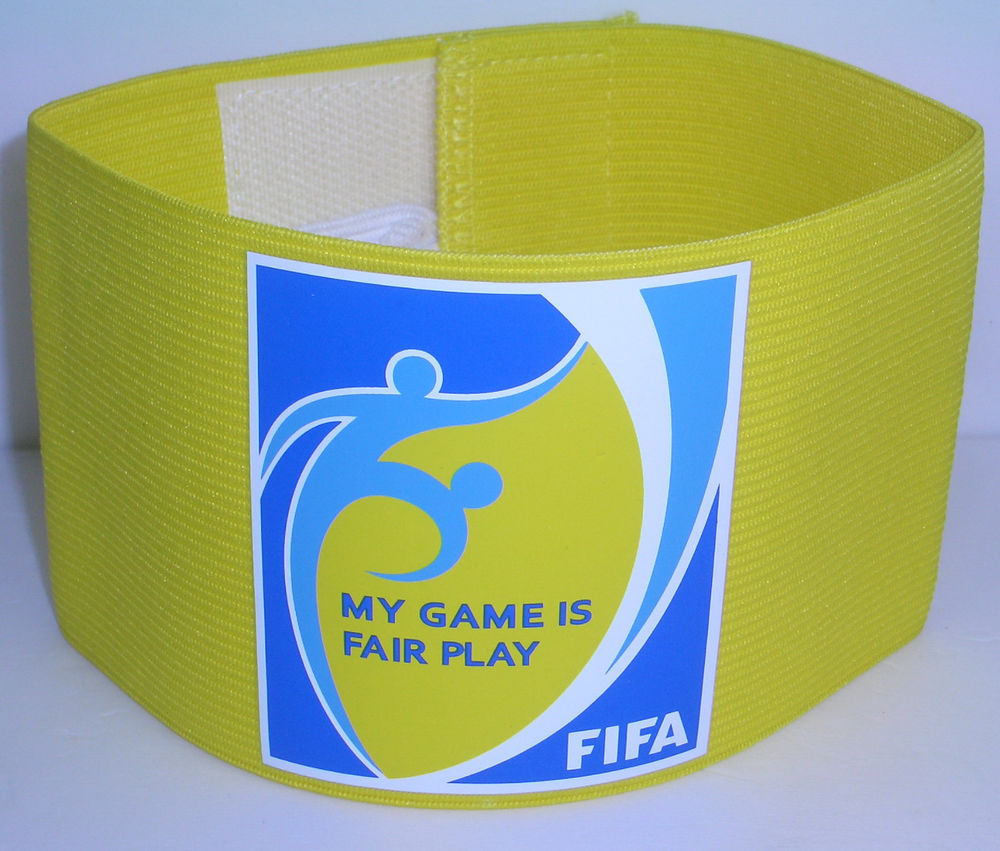
A braçadeira de capitão oficial da FIFA.

O capitão de uma equipe de futebol é um membro do time escolhido para ser seu líder. Geralmente, este é um jogador experiente e com boa caracterização com o clube, com o restante da equipe e com os torcedores. A única função prevista pelo capitão nas regras do futebol é participar do sorteio de campo, mas geralmente o capitão tem a função de dirigir a equipe dentro de campo e de conversar com o árbitro sobre as regras do jogo, não tendo obrigatoriedade de falar outros idiomas. No caso da equipe se tornar campeã de um determinado torneio, como a Copa do Mundo FIFA, cabe ao capitão também a função de levantar o troféu.
O capitão é sempre identificado por uma faixa colocada no braço e por cima do uniforme.

## Capitães campeões em Copas do Mundo

### Uruguai

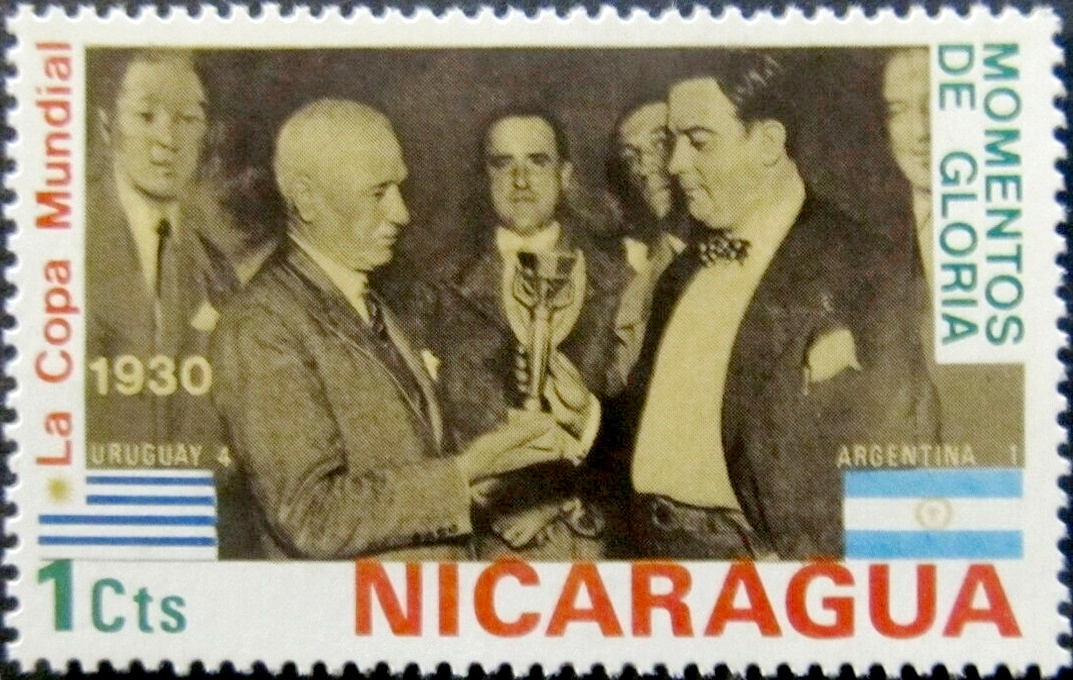
Raúl com o troféu da Copa do Mundo de 1930.

Apesar de se tornar uma tradição em futuras edições, o primeiro troféu de Copa do Mundo não foi entregue ao capitão da Seleção. Em 1930, após o Uruguai bater a Argentina na decisão, José Nasazzi, o líder da equipe, não recebeu o troféu de Jules Rimet e sim o presidente da Associação Uruguaia, Raúl Jude.
A segunda final do Uruguai aconteceu em 1950. Disputada no Brasil, a seleção enfrentou os anfitriões em um momento histórico em Copas do Mundo. Após uma virada histórica, os uruguaios frustraram o sonho de quase 200 mil brasileiros que estavam no Maracanã assistindo a decisão. O dia foi tão soturno para os torcedores da Amarelinha que o evento foi conhecido como "Maracanaço". Obdulio Varela, o capitão do Uruguai na ocasião, foi o primeiro jogador a levantar uma taça de Copa do Mundo no local que é conhecido como o Templo do Futebol.

### Itália

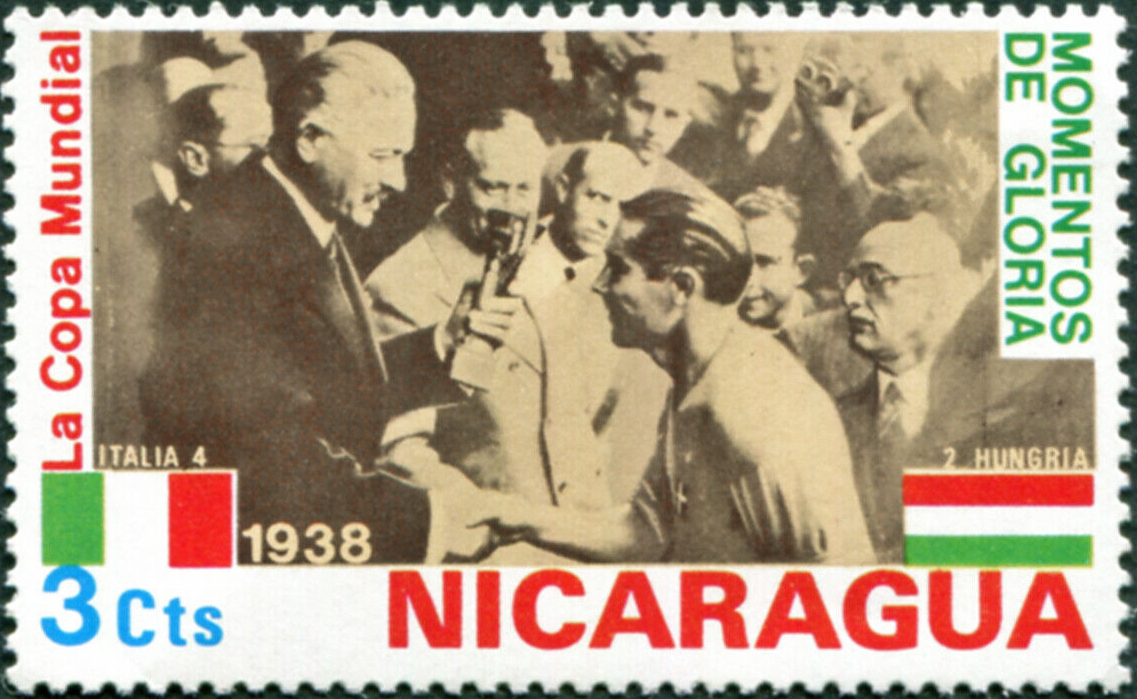
Meazza recebendo o troféu da Copa do Mundo de 1938.

Em 1934, o goleiro Gianpiero Combi foi escolhido capitão e ajudou a equipe a liderar sua campanha até a final contra a Tchecoslováquia. Apesar de Gianpiero ter levado o primeiro gol do jogo, os italianos viraram a partida rapidamente e garantiram o primeiro troféu da história do país. Assim, eles também viraram a primeira Seleção a vencer uma Edição de Copa do Mundo jogando em seu próprio território.
Quatro anos depois, em 1938, o lendário Giuseppe Meazza foi o comandante da Itália que chegou à decisão diante a Hungria de György Sárosi. Apesar do capitão adversário, o já referido Sárosi, ter marcado um gol no jogo, os italianos souberam resistir aos húngaros e levaram a taça pela segunda vez consecutiva. O próximo mundial só ocorreria em 1950, pois as edições de 1942 e 1946 foram canceladas graças a Segunda Guerra Mundial.

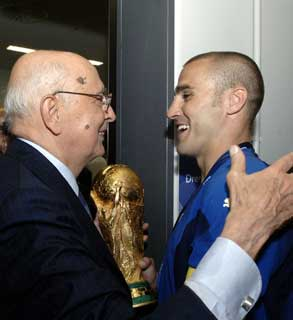
Cannavaro com o troféu da Copa do Mundo em 2006.

Sobre as conquistas consecutivas, e a Segunda Guerra Mundial, o líder fascista Benito Mussolini foi uma das figuras políticas que mais utilizou do pretexto da competição para realizar propagandas pró-fascismo na Itália. Na final de 1938, o ditador enviou telegramas aos jogadores de seu país que continham a frase "Vencer ou Morrer!".
A Itália só iria conquistar seu terceiro troféu em 1982. Na ocasião, o goleiro Dino Zoff teve o trabalho de parar o ataque alemão e conseguiu ajudar no tri de sua Seleção após uma vitória segura por 3–1.
Após mais de duas décadas, os italianos puderam reconquistar o mundo em 2006. No jogo decisivo, Fabio Cannavaro esteve a frente do elenco que venceu a França nas penalidades e conquistou o tetracampeonato. Com isso, a Azzurra tornou-se a primeira seleção europeia a conquistar quatro títulos mundiais.
O desempenho de Fabio foi tão exímio naquela temporada que o jogador foi condecorado como o Melhor Jogador do Mundo de 2006, após receber a Bola de Ouro.

### Alemanha
Depois de ficarem de fora da Copa do Mundo de 1950, após a sua participação na Segunda Guerra Mundial, a Alemanha retornou a competição em 1954. Todavia, com a divisão nacional que havia no país em decorrência da Guerra Fria, apenas a Alemanha Ocidental conseguiu disputar a decisão após resultados favoráveis no decorrer dos jogos.
Lá, o capitão Fritz Walter pôde contemplar o primeiro troféu de um país que outrora havia sido assolado pela Guerra. Após uma surpreendente virada diante a Hungria de Ferenc Puskás, os alemães derrotaram seus adversários em solo suíço e retornaram para seu país dividido com seu primeiro troféu mundial.
Walter havia participado da Segunda Guerra mundial do lado dos nazistas, pois havia sido convocado em 1942 para defender o seu país. Contudo, após o final do Conflito, o jogador foi feito prisioneiro dos russos e foi mandado para o leste do país, onde esperava-se que ele morresse. Nesse trajeto, o jogador contraiu malária e teve de se recuperar em um campo detenção na Ucrânia. Foi nesse local que o futuro capitão alemão foi salvo por um soldado húngaro. O militar contou aos russos que Fritz não era alemão, mas sim austríaco. Desse modo, o exército soviético liberou o atleta que iria fazer história com a sua Seleção nacional. O jogador ficou tão popular após a conquista, que tornou-se o capitão honorário da Seleção e teve seu nome eternizado em um estádio que recebera o seu nome.

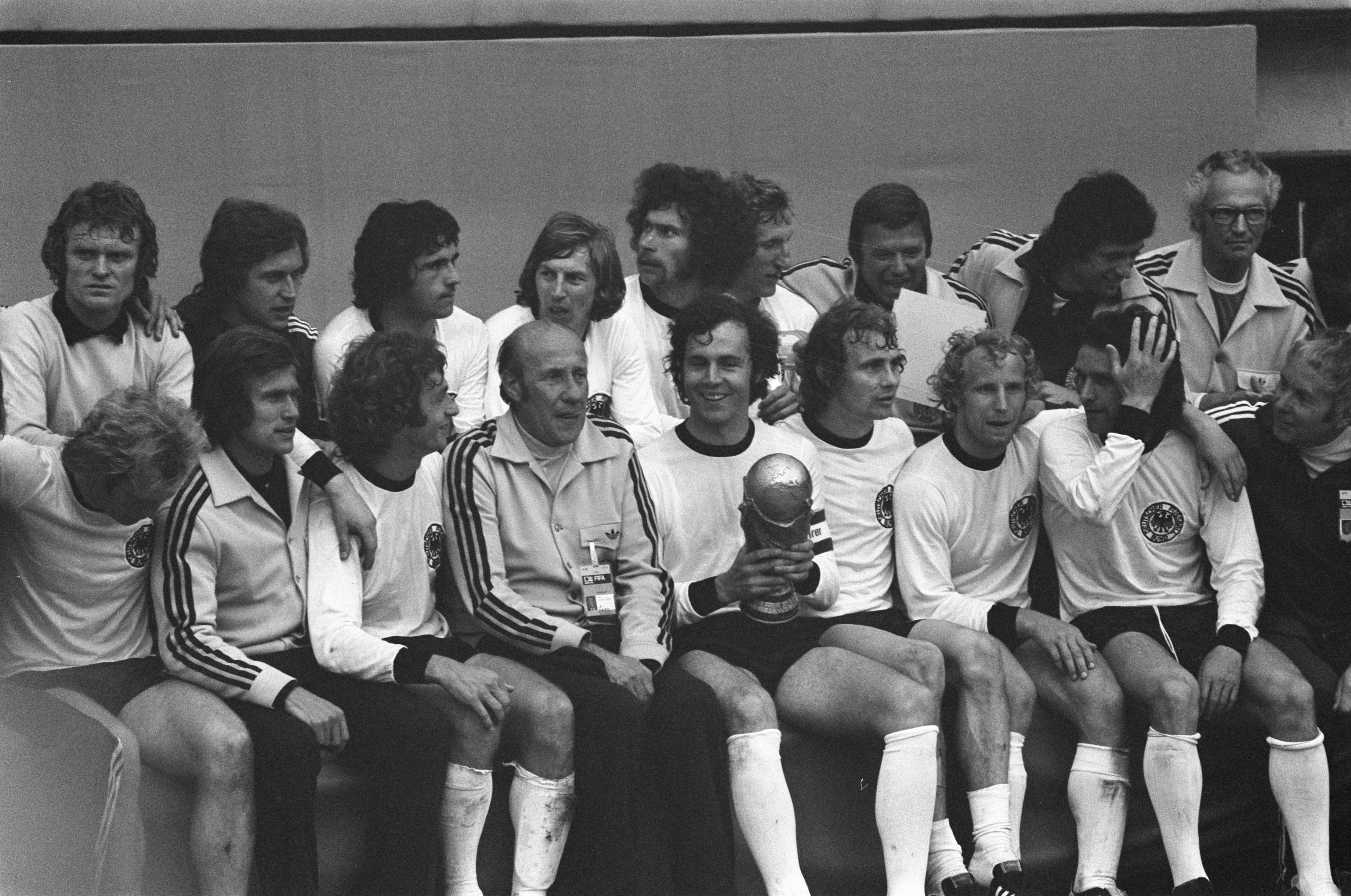
O elenco Alemão campeão da Copa de 1974 (Franz Beckenbauer com a Taça nas mãos).

Em 1974, a Alemanha Ocidental conseguiu levantar o troféu de campeã novamente. O embate na final era forte, Franz Beckenbauer iria encontrar-se com Johan Cruijff. Os dois capitães eram uma das principais figuras futebolísticas dos anos 70.
No entanto, mesmo com a Holanda saindo na frente no placar, os alemães viraram o jogo e conquistaram o título na cidade de Munique, ou seja, na parte Ocidental da Alemanha.
Franz foi o primeiro jogador a levantar a Taça em seu novo formato. Antes, o objeto era feito para representar Nice (a deusa da vitória), e era chamado de Taça Jules Rimet. Após a mudança de visual, que agora se assemelhava a figuras humanas carregando o Planeta Terra, o troféu foi simplesmente chamado de "Troféu da Copa do Mundo da FIFA".
Em 1990, o Kaiser, como era chamado Beckenbauer, foi novamente campeão do mundo. Todavia, fizera a campanha inteira como treinador. Quem liderou a equipe foi Lothar Matthäus, que viu a Alemanha Ocidental conquistar mais um troféu para si.

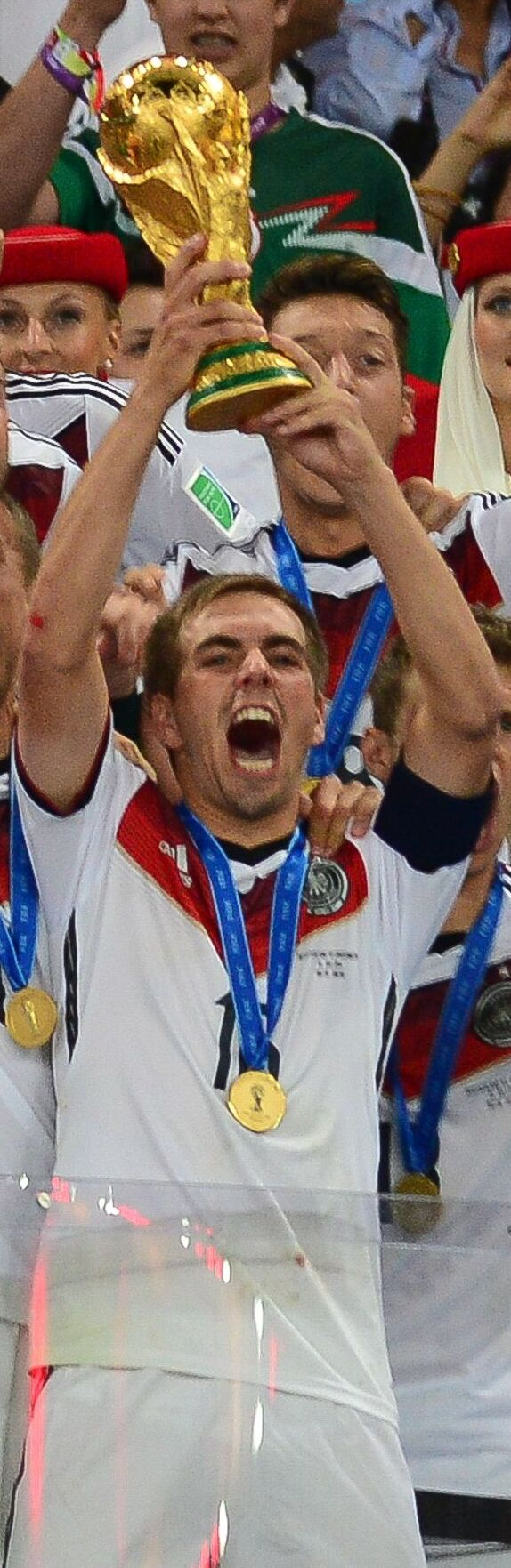
Lahm, o capitão da Alemanha em 2014, com o troféu de campeão.

Nesse mesmo ano, Matthäus conseguiu conquistar o prêmio da Bola de Ouro de 1990.
Apesar de ainda haver uma divisão, o Muro de Berlim havia sido demolido um ano antes e haveria uma reunificação entre os lados Oriental e Ocidental, mas isso só ocorreu um mês depois da final da competição. Unidos em um só, a Alemanha passou a ser considerada tricampeã.
No ano de 2014, 40 anos após o primeiro título, foi a primeira vez que os alemães puderam conquistar uma Copa do Mundo de maneira unificada. Repetindo o adversário de 1990, a Alemanha derrotou a Argentina e foi a vez de Philipp Lahm comemorar com o troféu dourado. Ele foi o segundo jogador a ganhar a taça dessa competição no Maracanã.
| “                                 | Era um sonho poder ter a taça nas minhas mãos. É uma sensação incrível. [...] Foi incrível o que fizemos. Foi uma dura batalha de mais de 120 minutos. Temos os melhores jogadores individualmente. Fomos melhores durante a competição. | ” |
| — Lahm sobre a conquista em 2014. | |   |

### Brasil
O primeiro capitão brasileiro a levantar o troféu foi Bellini. Em 1958, após vencerem a Suécia, o zagueiro eternizou a maneira de se levantar o objeto dourado: erguê-la sob a cabeça. O gesto foi tão memorável que os capitães seguintes repetiram o movimento no momento da comemoração.

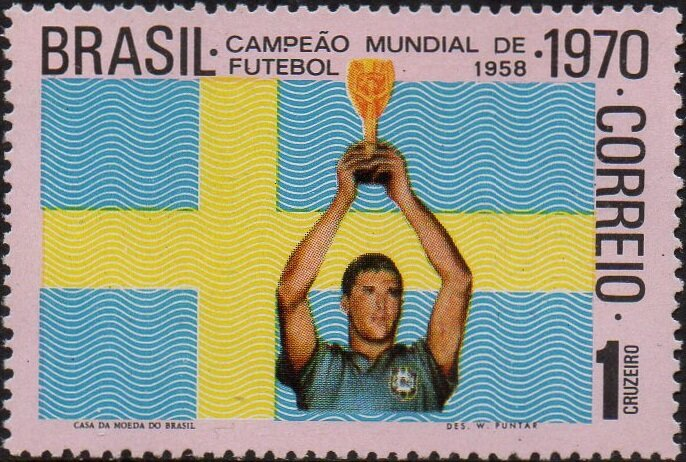
Bellini com a Taça da Copa do Mundo de 1958, conquistada na Suécia.

| “                                 | Não pensei em erguer a taça, na verdade não sabia o que fazer com ela quando a recebi do Rei Gustavo, da Suécia. Na cerimônia de entrega da Jules Rimet, a confusão era grande, havia muitos fotógrafos procurando uma melhor posição. Foi então que alguns deles, os mais baixinhos, começaram a gritar: 'Belini, levanta a taça, levanta, Belini!', já que não estavam conseguindo fotografar. Foi quando eu a ergui. | ” |
| — Bellini, sobre o gesto lendário | |   |

Após ele, um novo capitão surge em 1962: Mauro Ramos. A escolha de Mauro como líder se deveu ao fato de Bellini, o titular, ter sido substituído em três jogos durante as preparações para Copa do Mundo. Com o Brasil vencendo todas essas partias, o substituto do zagueiro anterior firmou-se no elenco. Em outra versão, dita pelo próprio Mauro, o jogador conta que reclamou sua titularidade, pois voltaria para casa caso não conseguisse o posto.

Zagallo (com a mão na taça) e Carlos Alberto comemorando o título da Copa do Mundo, em solo brasileiro, no ano de 1970.

Seguindo a lista, em 1970, Carlos Alberto Torres garantiu o tricampeonato para Seleção Canarinho após fechar a goleada de 4 a 1 diante a Itália (liderada por Giacinto Facchetti). Esse seu momento foi tão marcante na sua carreira que ele ficou conhecido para sempre como O Capita e Capitão do Tri. Carlos não foi o primeiro capitão a fazer um gol em uma final de Copa do Mundo, mas foi o primeiro a fazer isso e sair com o título.
Carlos alega ter sido o responsável por inventar outro gesto muito famoso, e replicado, na história das Copas. O brasileiro beijou o objeto momento antes de ter colocado ele sob a cabeça e marcou uma nova maneira de se comemorar um título.
Como o Brasil havia sido a primeira Seleção a levar a Taça Jules Rimet por três vezes, a Delegação brasileira pôde levar o troféu original consigo de volta para casa. Contudo, o objeto foi roubado em 1983 e nunca mais foi recuperado.
A exemplo da Itália, os oficiais brasileiros também utilizaram da conquista da Copa do Mundo de 1970 como uma propaganda política. Após retornarem ao país de origem, os jogadores brasileiros foram para o Palácio da Alvorada e foram recebidos por Emílio Médici (descendente de italianos), o presidente do Brasil durante a Ditadura Militar.
| “                                                                                      | Eu servi à Seleção Brasileira. Naquela época eu ainda era muito jovem e só queria saber de jogar futebol. [...] Eu não queria saber se tinha ditadura, dos militares que estavam no poder. A gente estava jogando futebol profissional, nem se preocupava com essa coisa. A nossa preocupação era estar bem fisicamente, porque, tecnicamente, nós sabíamos que, desde que bem preparados para jogar na altitude mexicana, nós ganharíamos a Copa do Mundo sem pensar em ditadura. O que interessava para nós era nossa carreira, o orgulho profissional de ganhar uma Copa do Mundo. Isso era o que interessava. Os atletas viveram o Mundial com intensidade. Eles e a população desconheciam também as atrocidades que ocorriam no país. Isso tem sido revelado com o tempo. Eu me informava com meus irmãos mais velhos, politizados e, como eu, contrários à ditadura. | ” |
| — Carlos Alberto sobre o seu contato com os ditadores do Brasil após o título de 1970. | |   |

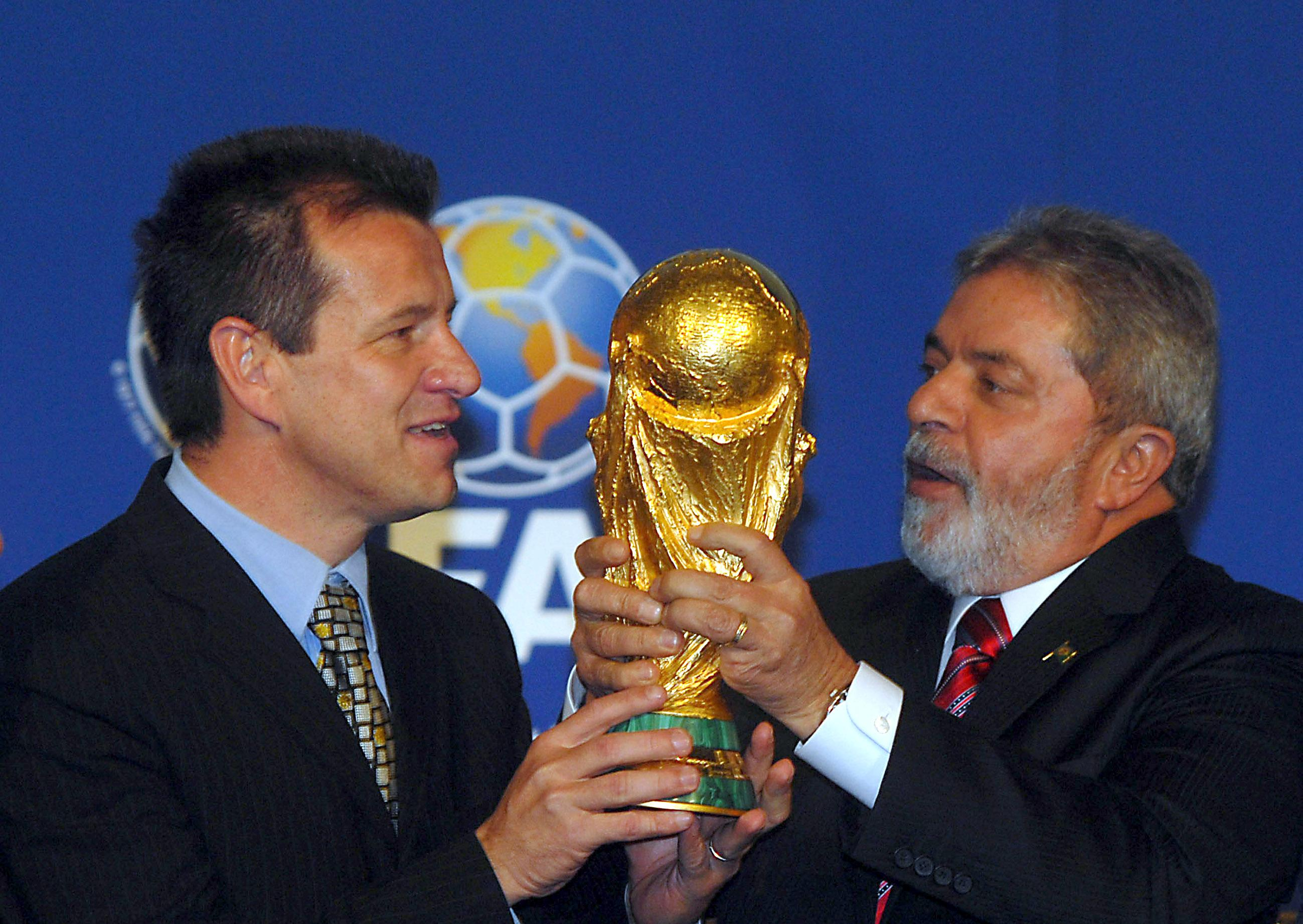
Dunga com o troféu da Copa do Mundo em 2007. Ao seu lado, o Presidente Lula.

Para conquistar o tetracampeonato, Dunga liderou a equipe até a final contra a Itália, em 1994, e chegou a acertar a última cobrança brasileira naquela disputa por pênaltis. O jogador ajudou a Seleção a sair de um jejum de 24 anos sem um troféu de Copa do Mundo.
Após a conquista do tetra, a Seleção Brasileira tratou de homenagear um dos maiores ídolos brasileiros da Fórmula 1. 50 dias antes da Amarelinha estrear na Copa, Ayrton Senna havia falecido em um acidente fatal no dia 1 de maio de 1994. Por isso, os atletas brasileiros se uniram para homenagear o piloto com uma faixa.
O goleiro do tetra, Taffarel, afirmou que, após a morte de Senna, os atletas se reuniram para "vencer a Copa" por ele. O arqueiro também disse que a espírito que tiveram na competição foi dado por Ayrton. A música tema da Seleção Brasileira naquela edição foi justamente a mesma usada nas vitórias do piloto na Fórmula 1.
Em 2002, por conta de uma lesão do capitão Emerson em um treinamento, coube a Cafu liderar a Seleção Brasileira até a decisão contra a Alemanha de Oliver Kahn. Depois do apito final, o Brasil conquistou o pentacampeonato após terem chegado em três finais consecutivas (1994, 1998 e 2002). Naquele momento histórico, o líder brasileiro proferiu uma frase que também ficou marcada para si: "Regina, eu te amo!", Regina era sua esposa na época. Além disso, o defensor usava uma camisa com os dizeres "100% Jardim Irene". Esta última mensagem fazia referência ao bairro onde ele nasceu.

### Inglaterra
Em solo inglês, a Inglaterra conseguiu chegar na decisão pela primeira vez em 1966. Após uma grande campanha na Fase de Grupos, os ingleses chegaram à partida final contra a Alemanha Ocidental e fizeram um jogo intenso. Após empate em tempo normal, os anfitriões conseguiram superar o adversário e Bobby Moore recebeu a taça de campeão diretamente da Rainha Elizabeth II.
Dois anos antes de sagrar-se campeão, Bobby havia vencido um câncer no testículo. E após a vitória, o jogador tornou-se um dos atletas mais lendários de seu país. Em 2007, ele ganhou uma estátua que está atualmente na frente de Wembley, no mesmo estádio que ele levantou seu troféu.

### Argentina
Em 1978, a Argentina conseguiu conquistar o seu primeiro troféu mundial. Após derrotarem a vice-campeã da Copa do Mundo anterior na prorrogação, Daniel Passarella pôde se tornar o primeiro argentino a levantar a taça como campeão do mundo.
Em 1986, a Albiceleste pôde de novo conquistar o Mundo. Após um jogo muito duro, que culminou em seis cartões amarelos no jogo, Diego Maradona foi condecorado com o troféu mais cobiçado por vencerem a Alemanha Ocidental pelo placar de 3–2.
| “                               | O time de 86 era tudo. A equipe que construímos no México foi maravilhosa. Peço a Deus um time igual aquele algum dia, mas é muito, muito difícil. Todos jogavam com amor a camisa. | ” |
| — Diego sobre o título de 1986. | |   |

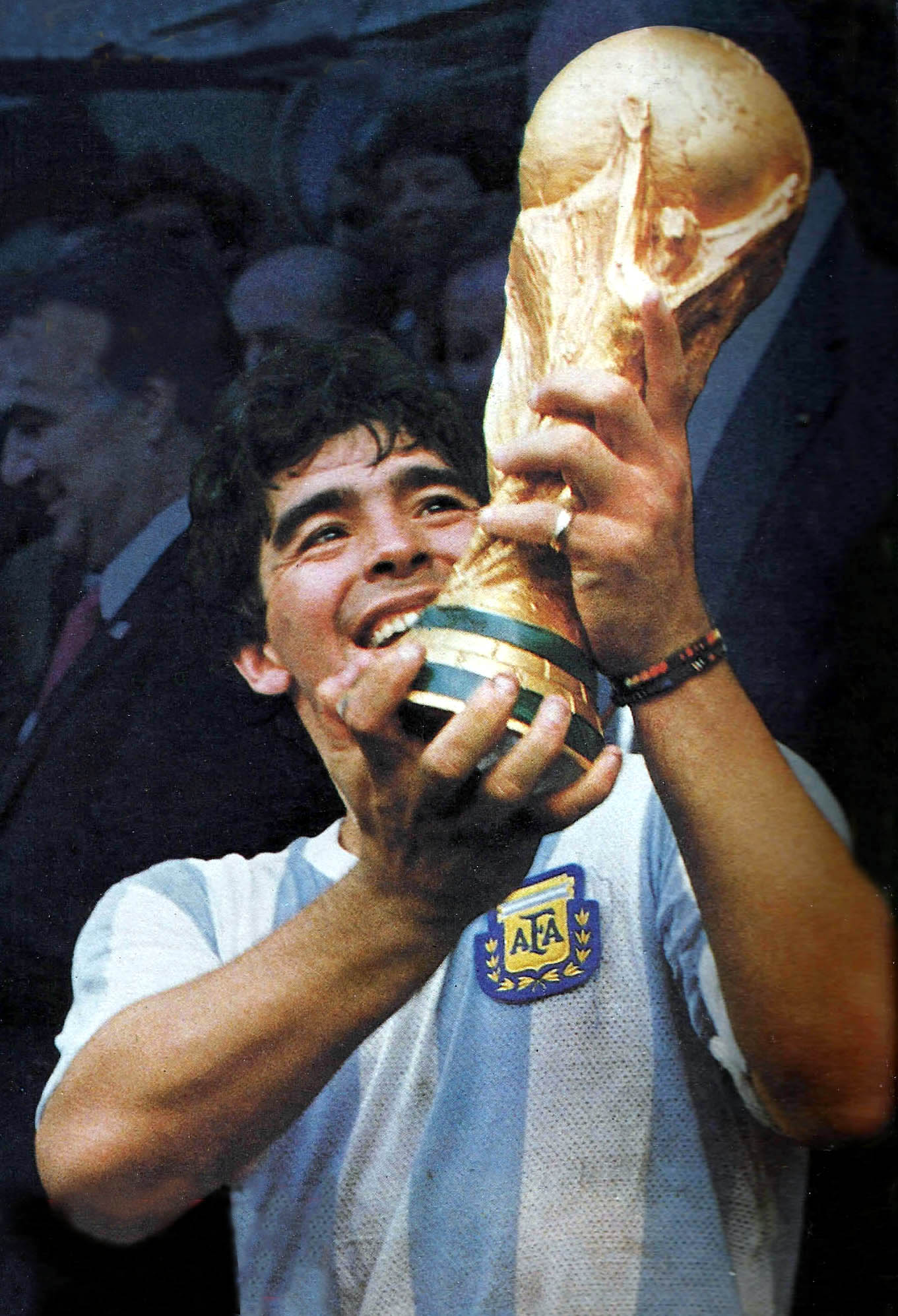
Maradona com o troféu da Copa de 1986.

A conquista também rendeu homenagens aos argentinos que foram mortos pelos ingleses na Guerra das Malvinas (ocorrido em 1982). As Seleções tiveram a oportunidade de se enfrentarem naquela Copa, e na partida Diego marcou dois gols, sendo um deles irregular, pois foi marcado com a mão, mas não assinalado pelo árbitro. O lance ficou conhecido como La Mano de Dios (a mão de Deus).
| “                                            | [Nós], Como argentinos, não sabíamos o que os militares estavam fazendo. Eles nos disseram que nós estavam vencendo a guerra. Mas, na realidade, a Inglaterra estava vencendo por 20-0. Foi difícil. O clima da partida fez parecer que íamos jogar outra guerra. Eu sabia que era minha mão. Não era meu plano, mas a ação aconteceu tão rápido que o juiz de linha não me viu colocando a mão. O árbitro olhou para mim e disse: 'Gol'. Foi uma sensação agradável, como uma espécie de vingança simbólica contra os ingleses. | ” |
| — Maradona, sobre o conflito com os ingleses | |   |

Em 2022, os argentinos puderam conquistar o mundo pela terceira vez. Liderados pelo craque Lionel Messi, a seleção argentina derrotou a França, a atual campeã, com uma performance irretocável do capitão. Messi marcou dois gols no tempo normal e converteu suas cobranças na penalidade e pôde dar o título mais almejado pela população local.

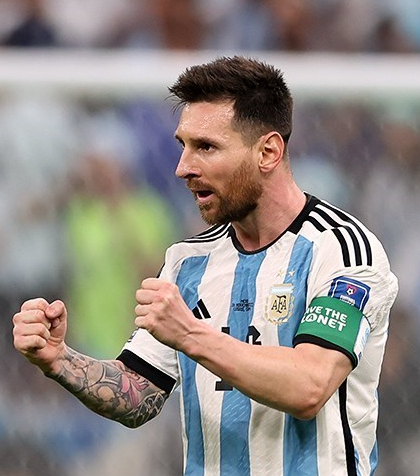
Messi foi campeão em 2022 após ter perdido a final da Copa em 2014.

| “                                     | Eu sempre falo (com Deus), agradeço a ele. Eu disse a ele que sabia que ele ia me dar uma Copa do Mundo. Eu senti isso. Foi uma loucura, a alegria do povo, gente grande, meninos, de todas as idades. A felicidade que eles tiveram foi inexplicável. Eu disse antes de acontecer. Tudo o que eu imaginei ia ser pequeno em relação ao que realmente iria acontecer. E assim foi, foi algo muito aquém do que eu tinha pensado, do que eu tinha imaginado. O que foi com pessoas, meus sentimentos, com meus companheiros, com minha família. Foi muito mais do que eu imaginava, e o que eu imaginava não era pouco | ” |
| — Messi sobre ganhar a Copa do Mundo. | |   |

Após a vitória, Messi conseguiu conquistar mais uma Bola de Ouro em sua carreira. Além disso, sua foto com o troféu da competição tornou-se a imagem mais curtida da história do Instagram.

### França
A Seleção Francesa conseguiu conquistar o seu primeiro título em 1998. Na partida contra o Brasil, Didier Deschamps comandou seu país para derrotar o time liderado por Dunga, que havia sido campeão em 1994, e puderam conquistar o seu título mundial após vencerem por 3–0.

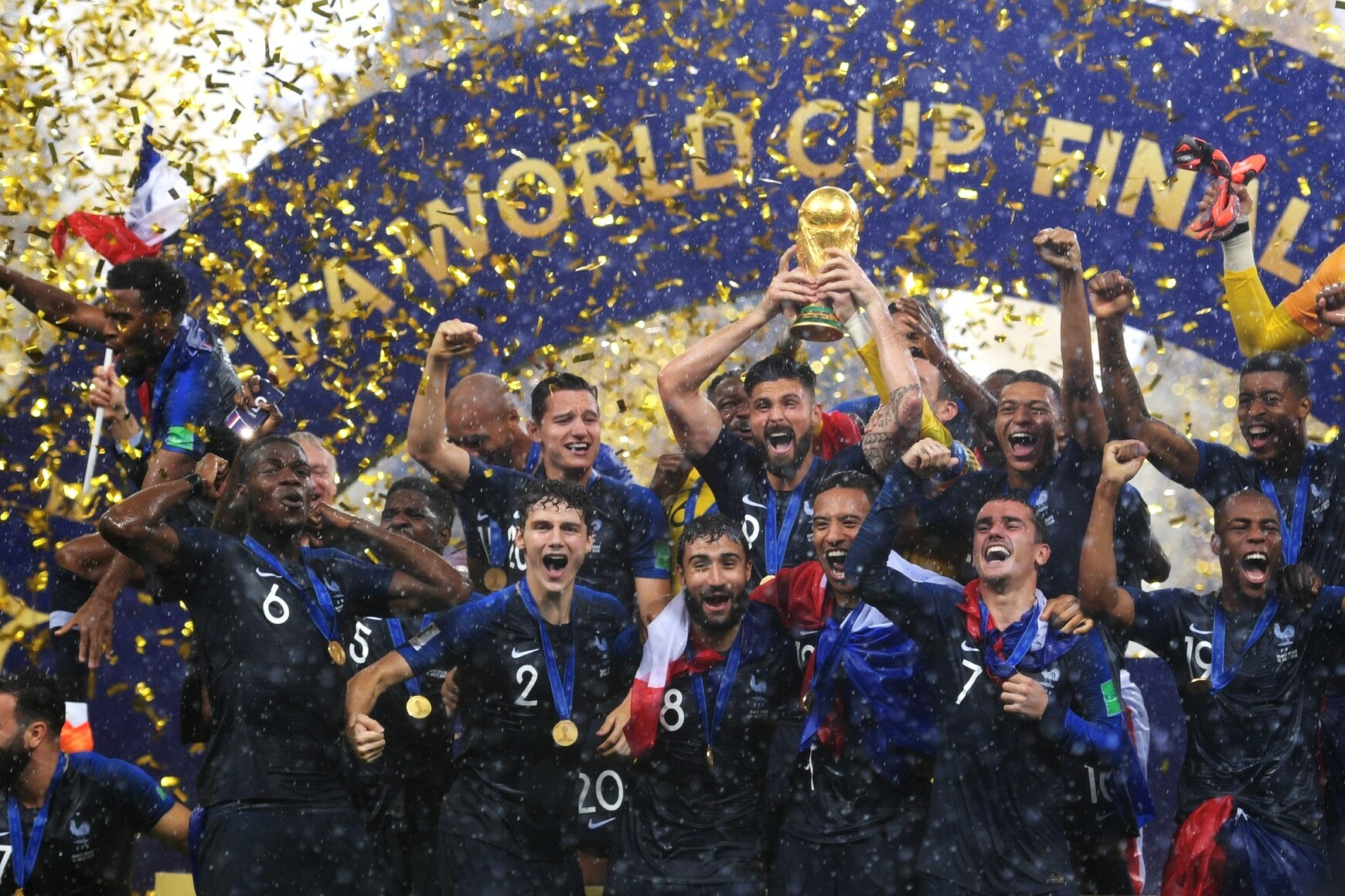
A diversidade étnica e racial da França na Copa do Mundo de 2018.

Seguindo o exemplo de Franz Beckenbauer, Deschamps esteve novamente participando da campanha vitoriosa da França na Copa de 2018. No entanto, fizera o papel de técnico, bem como o Kaiser outrora. Em campo, o goleiro Hugo Lloris chegou a levar dois gols, mas teve a honra de levantar o troféu dourado ao apito final depois de ver seu país derrotar a Croácia por 4–2.
A Seleção Francesa, nas duas primeiras conquistas, foi marcada pela presença de jogadores naturalizados e com descendência de outros países. Além de atletas nascidos na França, haviam africanos, americanos, europeus e até árabes presentes nos esquadrões campeões. Por conta disso, muitos franceses eram preconceituosos com os atletas que possuíam uma origem diferente da local.
Deschamps já havia se colocado contra as manifestações racistas de torcedores franceses, mas foi acusado por Karim Benzema, atleta descendente de argelinos, a não convocá-lo para Seleção por conta de uma pressão que adeptos xenofóbicos faziam em relação a ele.

### Espanha

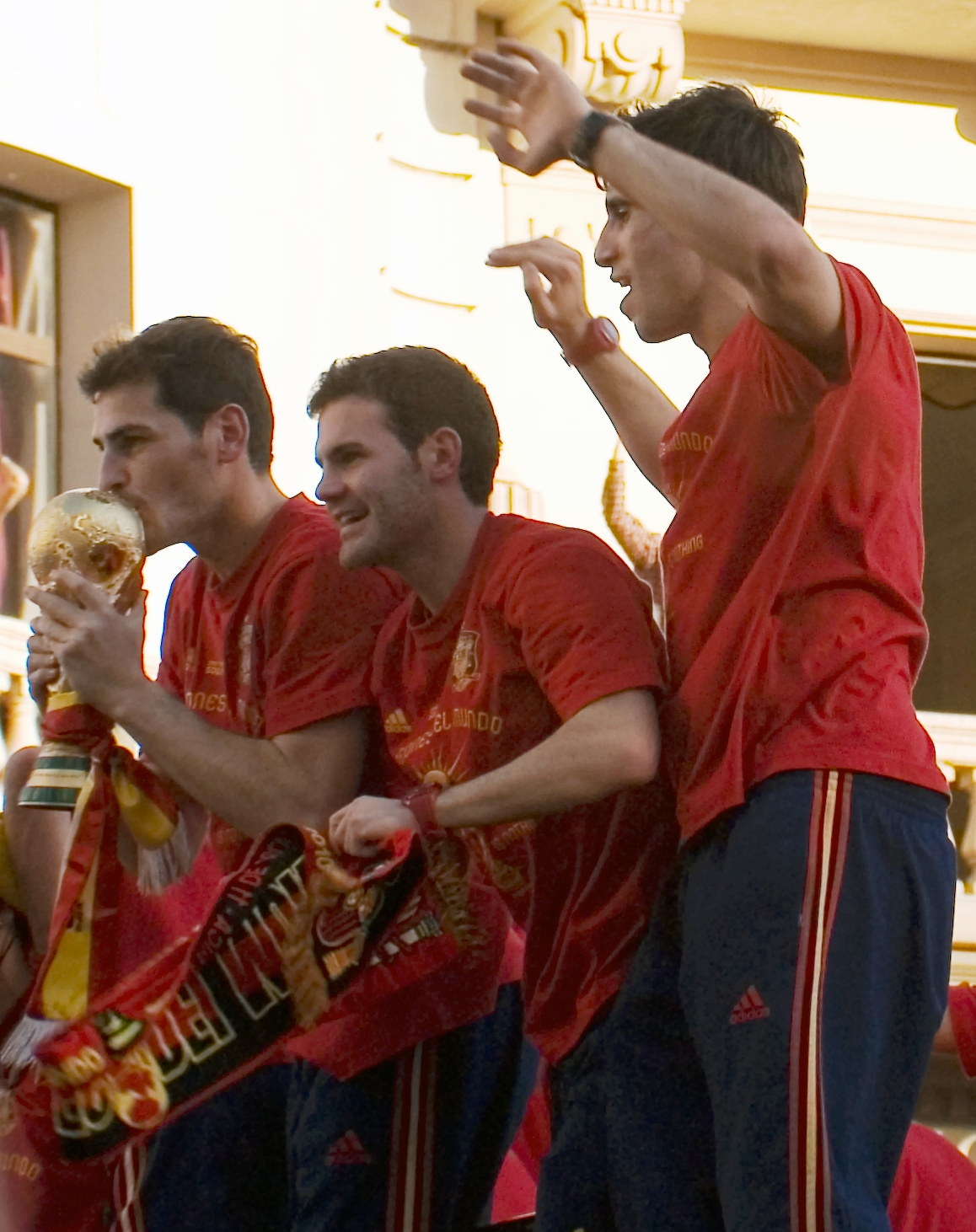
Iker (beijando a Taça) comemorando com seus companheiros a conquista da Copa de 2010.

A Furia conseguiu conquistar seu primeiro título em 2010. Durante a partida final na África do Sul, os espanhóis bateram a Holanda na prorrogação e Iker Casillas, além de não ter levado nenhum gol, foi o goleiro responsável por levantar o troféu da competição de futebol mais importante do Mundo.
Sobre a final, Iker tratou de salientar a importância do esporte e como ele pode fazer com que determinados assuntos delicados sejam "esquecidos" por conta do sucesso de sua seleção na Copa:
| “                                                                | As notícias da festa na Espanha chegam até nós e isso é motivo de alegria. Com a crise muita gente está mal e isso – a Fúria na final – é uma alegria imensa que faz esquecer tudo o que se tem ao redor. Eu sou um privilegiado, mas tenho família e amigos e sei o que está acontecendo | ” |
| — Casillas sobre a Crise Econômica que a Espanha sofria em 2010. | |   |

| Copa | Capitão               | Seleção            |
| ---- | --------------------- | ------------------ |
| 1930 | José Nasazzi          | Uruguai            |
| 1934 | Gianpiero Combi       | Itália             |
| 1938 | Giuseppe Meazza       | Itália             |
| 1950 | Obdulio Varela        | Uruguai            |
| 1954 | Fritz Walter          | Alemanha Ocidental |
| 1958 | Bellini               | Brasil             |
| 1962 | Mauro                 | Brasil             |
| 1966 | Bobby Moore           | Inglaterra         |
| 1970 | Carlos Alberto Torres | Brasil             |
| 1974 | Franz Beckenbauer     | Alemanha Ocidental |
| 1978 | Daniel Passarella     | Argentina          |
| 1982 | Dino Zoff             | Itália             |
| 1986 | Diego Maradona        | Argentina          |
| 1990 | Lothar Matthäus       | Alemanha           |
| 1994 | Dunga                 | Brasil             |
| 1998 | Didier Deschamps      | França             |
| 2002 | Cafu                  | Brasil             |
| 2006 | Fabio Cannavaro       | Itália             |
| 2010 | Iker Casillas         | Espanha            |
| 2014 | Philipp Lahm          | Alemanha           |
| 2018 | Hugo Lloris           | França             |
| 2022 | Lionel Messi          | Argentina          |

## Recordes
Rogério Ceni é o jogador que mais vezes usou a braçadeira de capitão por um mesmo clube. Em 982 oportunidades, o goleiro do São Paulo conseguiu ser o líder de sua equipe em uma época muito vitoriosa do tricolor.